# HV SHV '75
SHV '75 (voluit: Steinder Handbalvereniging '75) was een handbalvereniging uit het dorp Stein. De club werd in april 1975 opgericht. In 1990 fuseerde de club met HV Haslou uit Elsloo tot Elsloo-Stein Combinatie '90.